# Nina Alexejewna Kamnewa
Nina Alexejewna Kamnewa (russisch Нина Алексеевна Камнева; * 1916 im Russischen Kaiserreich; † 1973 in Moskau) war eine sowjetische Ingenieurin und Fallschirmspringerin.

## Leben
Kamnewa studierte in Moskau am Zentralen Sportinstitut und an der Militärakademie für Ingenieure der Luftstreitkräfte „Prof. N. J. Schukowski“.
Kamnewa begeisterte sich für das Fallschirmspringen und lernte es in der Zentralen Fallschirmspringerschule der Gesellschaft zur Förderung der Verteidigung, des Flugwesens und der Chemie. Sie wurde dort eine der ersten Ausbilderinnen für das Fallschirmspringen. In Tuschino sprang sie 1933 als erste Frau aus einer Polikarpow Po-2.
Am 13. August 1934 sprang Kamnewa aus 2750 m Höhe mit 58 s dauerndem freien Fall und Fallschirmöffnung in 250 m Höhe.  Dieser Sprung wurde als erster Frauenweltrekord anerkannt.
Nach der Gründung des Zentralen Aeroclubs (ZAK) 1935, der zunächst nach Alexander Wassiljewitsch Kossarew und 1938 nach Waleri Pawlowitsch Tschkalow benannt wurde, bildete Kamnewa dort Fallschirmspringer für die Rote Armee aus. Sie wurde Ingenieur-Oberst.

## Ehrungen
- Meisterin des Fallschirmsports der UdSSR (1934 als erste Frau)[4]
- Leninorden (1935)[2]
- Rotbannerorden[3]
- Orden des Roten Sterns[1]